# Гопцій Тетяна Іванівна

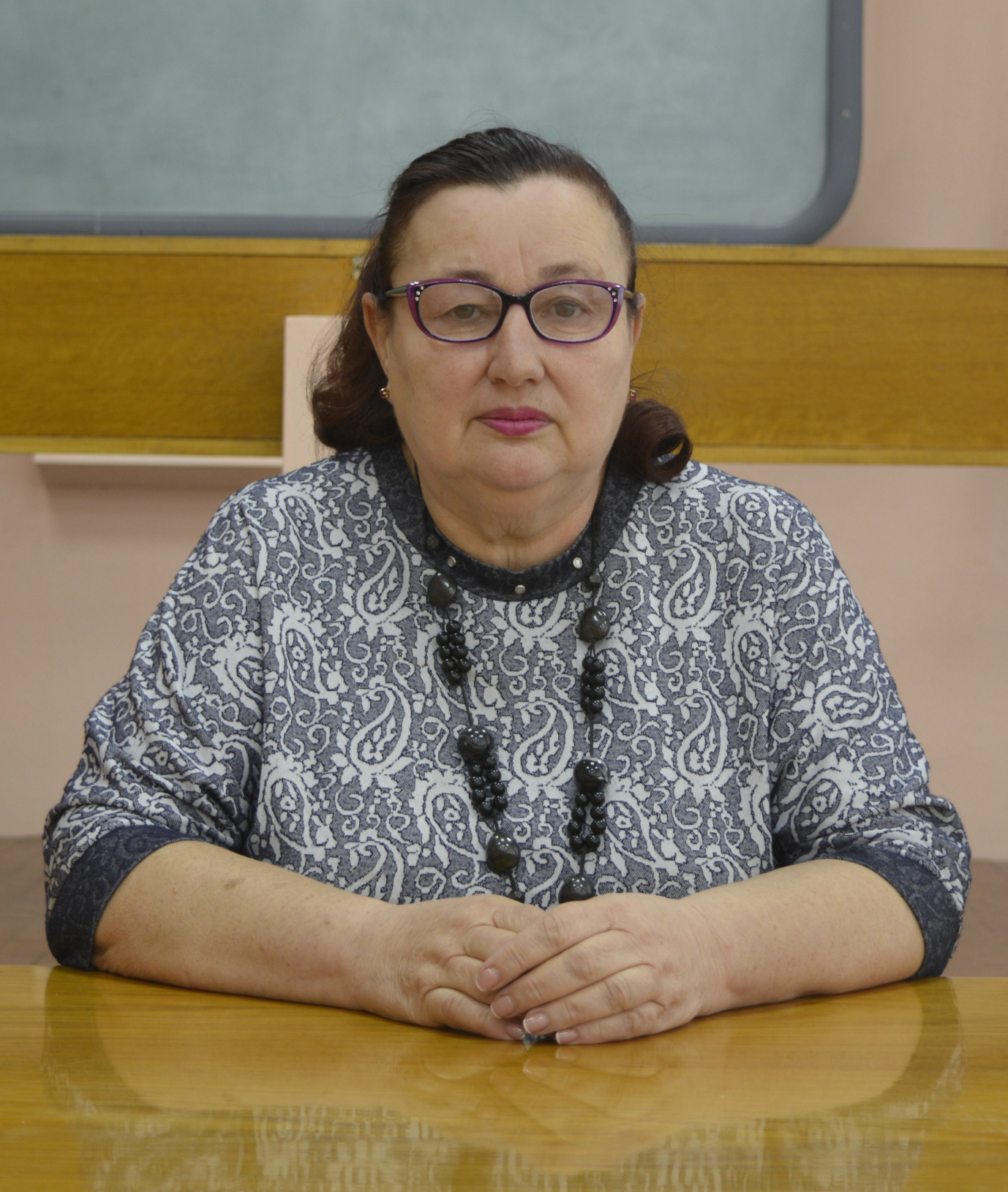
Гопцій Тетяна Іванівна

Гопцій Тетяна Іванівна (13 січня 1954 ) — відома українська вчена у галузі селекції та генетики рослин, доктор сільськогосподарських наук, професор. З 2016 року завідувачка кафедри генетики, селекції та насінництва Харківського національного аграрного університету ім. В.В. Докучаєва (тепер — Державний біотехнологічний університет).

## Біографія
Тетяна Іванівна народилася 13 січня 1954 року в Новоукраїнка Кіровоградської області.

### Освіта та наукова діяльність
У 1976 році закінчила Харківський сільськогосподарський інститут ім. В. В. Докучаєва, після чого навчалася в аспірантурі під керівництвом Наумова Германа Федоровича.
У 1982 році захистила кандидатську дисертаційну роботу та здобула науковий ступінь кандидата сільськогосподарських наук.
На початку 1990-х років Тетяна Іванівна разом із колегами по кафедрі розпочинає наукову роботу з селекції культурного амаранту, метою якої було створення нових сортів даної культури. У 2000 році в Реєстрі сортів рослин України був зареєстрований виведений Тетяною Гопцій і Миколою Воронковим сорт амаранту «Надія», що нині використовується для виготовлення олії та інших продуктів харчування. У 2001 році дослідники отримали авторське свідоцтво на сорт «Харківський-1», який зараз застосовується в фармацевтиці та виробництві продуктів харчування з амаранту. Кількома місяцями пізніше Тетяна Гопцій і Микола Воронков спільно з Ольгою Криворученко зареєстрували сорт «Роганський», а роком пізніше той же склад вчених отримав авторське свідоцтво на сорт амаранту «Вогняна куля».
Проведена успішна селекційна робота дозволили зібрати достатню кількість наукових даних і в 2005 році була захищена дисертаційна робота на отримання наукового ступеня доктора сільськогосподарських наук за темою «Агроекологічні і агротехнічні основи введення амаранту в культуру в Лівобережному Лісостепу України».
Сьогодні Тетяна Іванівна Гопцій є одним із провідних наукових фахівців з питань селекції родини амарантових. В процесі винаходу нових сортів вона довела, що амарант — культура, яка добре піддається вдосконаленню за допомогою генетики. Це підтверджує той факт, що виведений нею сорт «Харківський-1» вважається одним із найнадійніших та найбільш відомим на території не тільки України, а і країн зі схожими кліматичними умовами.
Технологічна схема вирощування амаранту з урахуванням фенологічних фаз розвитку, розроблена Тетяною Іванівною Гопцій, є на цей час однією з найнадійніших у кліматичних умовах України.
На сьогодні в Реєстрі сортів рослин України зареєстровано близько 15 сортів амаранту різного призначення. З них 9 створені Тетяною Іванівною та колегами по кафедрі генетики, селекції та насінництва ХНАУ ім. В. В. Докучаєва.
У 2006 році присвоєно вчене звання професора кафедри генетики, селекції та насінництва.
З 2016 по 2021 роки завідувачка кафедри генетики, селекції та насінництва Харківського національного аграрного університету ім. В. В. Докучаєва.
З 2021 по теперішній час завідувачка кафедри генетики, селекції та насінництва Державного біотехнологічного університету.

## Праці
Тетяна Іванівна автор та спіавтор 215 наукових публікацій, серед них: 2 монографії, 5 навчальних посібників, 2 довідники, співавтор 5 наукових патентів та 9 авторських свідоцтв, 1 ДСТУ. Під керівництвом Гопцій Тетяни Іванівни було захищено 3 кандидатські дисертації.
Основні наукові публікації та винаходи
1. Гопцій Т. І. Амарант: біологія, вирощування, перспективи використання, селекція: монографія. Харків: ХДАУ, 1999. 273 с.[3]
2. Амарант: селекція, генетика та перспективи вирощування: монографія / Т. І. Гопцій, М. Ф. Воронков, М. А. Бобро та ін. Харків: ХНАУ, 2018. 362 с.[4]
3. Полиморфизм RAPD и ISSR маркеров у зерновых видов амаранта / С. В. Лиманская, Л. А. Мирошниченко, Т. И. Гопций, О. С. Корнеева // Вавиловский журнал генетики и селекции. 2017. Вып. 21, № 2. С. 189-197. DOI 10.18699/VJ17/236.
4. Лиманська С. В. Вплив інцухт-депресії на зернові види амаранта в умовах Лівобережного Лісостепу України / С. В. Лиманська, Т. І. Гопцій // Вісн. ХНАУ. Серія «Рослинництво, селекція і насінництво, плодоовочівництво і зберігання». 2018. Вип.1. С. 153-164.[5]
5. Мінливість морфологічних ознак рослин під впливом гамма-променів / О. В. Гудим, В. О. Васько, В. В. Кириченко, Т. І. Гопцій // Вісн. ХНАУ. Серія «Рослинництво, селекція і насінництво, плодоовочівництво і зберігання». Харків, 2016. Вип. 1. С. 133-140.[6]
6. Гудим О. В. Вплив передпосівної обробки насіння амаранту гамма-променями на частоту виникнення мітотичних порушень в кореневій меристемі рослин / О. В. Гудим, Т. І. Гопцій // Селекція і насінництво: міжвід. темат. наук. зб. / НААН, Ін-т рослинництва ім. В. Я. Юр’єва. Харків, 2016. Вип. 109. С. 119-124.[7]
7. Гудим О. В. Індукована мінливість морфологічних ознак у рослин амаранта при використанні гамма-опромінення / О. В. Гудим, Т. І. Гопцій // Вісн. ХНАУ. Серія «Рослинництво, селекція і насінництво, плодоовочівництво і зберігання». Харків, 2015. Вип. 2. С.45-50.
8. Несміян О. В. Адаптивний потенціал зернового амаранта в умовах Лівобережного Лісостепу України / О. В. Несміян, Т. І. Гопцій // Вісн. ХНАУ. Серія «Рослинництво, селекція і насінництво, плодоовочівництво і зберігання». Харків, 2015. Вип. № 1. С. 98-106.[8]

Авторські свідоцтва
1. А. с. № 757. Амарант. Сорт Ультра / Т. І. Гопцій, М. Ф. Воронков, Г. І. Кіптенко, Н. Є. Жулай (Україна). № 93099003; запит.30.11.1993, видане 1998 р.
2. А. с. № 1647. Целозія гребінчаста. Сорт Гребінець / Т. І. Гопцій, О. М. Криворученко, В. І. Тимошенко (Україна). № 00347001; запит.21.12.1999, видане 2002 р.
3. А. с. № 1474. Щириця, лікарська сорт Харківський 1 / Т. І. Гопцій, М. Ф. Воронков, Н. І. Горбенко (Україна). № 97099001; запит.28.02.1997, видане 2001 р.
4. А. с. № 1311. Щириця, сорт Роганський / Т. І. Гопцій, М. Ф. Воронков, О. М. Криворученко (Україна). № 98099001; запит. 12.01.1998, видане 2001 р.
5. А. с. № 1645. Щириця Мантегацца, сорт Вогняна кулька / Т. І. Гопцій, М. Ф. Воронков, О. М. Криворученко (Україна). № 00393001; запит. 21.12.2000, видане 2002 р.
6. А. с. № 1066. Амарант, сорт Надія / Т. І. Гопцій, М. Ф. Воронков (Україна). № 97099002; запит. 27.02.1997, видане 2000 р.
7. А. с. № 03157. Щириця, сорт Сем / Т. І. Гопцій, М. Ф. Воронков, О. М. Криворученко (Україна). № 02099001.
8. А. с. № 03156. Щириця, сорт Лєра / Т. І. Гопцій, М. Ф. Воронков, О. М. Криворученко, І. Р. Тимошенко, В. І. Тимошенко (Україна). № 02099002.
9. А. с. № 09562. Щириця, сорт Студентський / Т. І. Гопцій, М. Ф. Воронков, Д. В. Журавель (Україна). № 08099001.

Патенти
1. Пат. 34097 Україна. № 99063026. Спосіб підвищення активності мітозу у амаранта / Т. І. Гопцій, Н. І. Криворученко, О. М. Криворученко; заявл. 02.06.1999; опубл. 15.02.2001, Бюл. № 1.
2. Пат. 35223 Україна. № 99094964. Спосіб отримання тимчасових давлених препаратів з корінців амаранту / Т. І. Гопцій, М. Ф. Воронков, Н. І. Криворученко, О. М. Криворученко; заявл. 07.09.1999; опубл. 13.03.2001, Бюл. № 2.
3. Пат. Україна. № 09317. Щириця сорт Студентський / Харківський національний аграрний університет ім. В. В. Докучаєва; заявл. 16.05.2008; опубл. 21.07.2009.
4. Пат. Росія 9052511. № 5875. Амарант сорт Гігант / Т. І. Гопцій, М. Ф. Воронков, Л. І. Саратовський; заявл. 25.11.2009; опубл. 22.03.2011.
5. Пат. Росія 9052512. № 5874. Амарант сорт Вороніжский / Т. І. Гопцій, М. Ф. Воронков, Л. І. Саратовський; заявл. 25.11.2009; опубл. 22.03.2011.

Найбільш вагомі навчально-методичні видання
1. Методика полевого селекционного эксперимента: учеб. пособ. / П. П. Литун, Н. В. Проскурнин, Т. И. Гопций. Харьков, 1996. 266 с.
2. Генетико-статистичні методи в селекції: навч. посіб. / Т. І. Гопцій, М. В. Проскурнін. Харків, 2003. 102 с.
3. Методика селекційного експерименту (у рослинництві): навч. посіб. / Е. Р. Ермантраут, Т. І. Гопцій, С. М. Каленська та ін. Харків: ХНАУ, 2014. 229 с.
4. Селекція сої на стійкість до спеки та посухи: навч. посіб. / В. В. Кириченко, Т. І. Гопцій, О. О. Посилаєва та ін. Харків: Інститут рослинництва ім. В. Я. Юр'єва, 2016. 90 с.
5. Загальна селекція та сортознавство: метод. вказівки до семінар., практ. занять і самост. роботи для здобувачів першого (бакалаврського рівня) галузі знань 20 «Аграрні науки і продовольство» / уклад.: Т. І. Гопцій, С. В. Лиманська, О. В. Гудим. Харків: ХНАУ, 2020. 40 с.
6. Системний аналіз в селекції рослин: метод. вказівки для самост. роботи здобувачів вищої освіти третього (освітньо-наукового) рівня доктора філософії спец. 201 «Агрономія» / уклад.: Т. І. Гопцій, Р. В. Криворученко, О. В. Гудим. Харків: ХНАУ, 2020. 32 с.
7. Селекція рослин на стійкість до хвороб: метод. вказівки для самост. роботи здобувачів вищої освіти ступеня доктора філософії спец. 201 «Агрономія» / уклад.: Т. І. Гопцій, Р. В. Криворученко, О. В. Гудим. Харків: ХНАУ, 2019. 23 с.
8. Системний аналіз в селекції рослин: метод. вказівки для самост. роботи здобувачів вищої освіти ступеня доктора філософії спец. 201 «Агрономія» / уклад.: Т. І. Гопцій, Р. В. Криворученко, О. В. Гудим. Харків: ХНАУ, 2019. 30 с.

## Відзнаки та нагороди
- Почесна грамота Міністерства агропромислового комплексу України (1999);
- Знак «Відмінник аграрної освіти та науки» (2005);
- Грамота головного управління освіти і науки Харківської обласної державної адміністрації (2008);
- Трудова відзнака «Знак пошани» (2011);
- Подяка Міністерства аграрної політики і продовольства України (2012);
- переможець XV обласного конкурсу «Вища школа Харківщина — кращі імена» в номінації «Викладач професійно орієнтованих дисциплін» (2013);
- Почесна грамота Верховної Ради України за особливі заслуги перед українським народом (2016);
- Дипломом стипендіата в галузі аграрних наук імені Олексія Никаноровича Соколовського (2020).